# Route nationale 121
Pour les articles homonymes, voir Route nationale 121 (homonymie).
La route nationale 121, ou RN 121, est une ancienne route nationale française ayant connu deux itinéraires différents.

## Histoire
En 1824, la route royale 121 est définie « de Rodez à Saint-Flour », et succède à la route impériale 141 créée en 1811. « Elle s'embranche à l'Est et près de Bozouls, sur la route no 88 de Lyon à Toulouse ». La route commence toutefois à Espalion ; la section de Rodez à Bozouls était assurée par la route no 88 et celle de Bozouls à Espalion par la route no 120.
À la suite de la réforme de 1972, la route est entièrement déclassée et devient la route départementale 921 (RD 921) dans les départements de l'Aveyron et du Cantal.
Le numéro 121 a été attribué dans les années 1970 à une section de l'ancienne RN 680 entre Brive-la-Gaillarde et Saint-Chamant. Cette portion de route a été déclassée par un arrêté du 6 novembre 1995 et est devenue la RD 921 dans le département de la Corrèze.

## Premier tracé: d'Espalion à Saint-Flour
Les communes et lieux-dits traversés étaient :
- Espalion ;
- Labro, commune d'Espalion ;
- Le Cayrol ;
- Miègevie, commune de Laguiole ;
- Laguiole ;
- Lacalm, commune déléguée d'Argences en Aubrac ;
- Chaudes-Aigues ;
- Ventuejol, commune de Chaudes-Aigues ;
- Lanau, commune de Neuvéglise-sur-Truyère ;
- Cordesse, commune de Neuvéglise-sur-Truyère ;
- Les Ternes ;
- Saint-Flour[Note 1].

## Deuxième tracé: de Brive-la-Gaillarde à Saint-Chamant
Les communes traversées étaient :
- Brive-la-Gaillarde (km 0) ;
- Lanteuil (km 12) ;
- Beynat (km 19) ;
- Les Quatre Routes, commune d'Albussac ;
- Lafage, commune d'Albussac ;
- Lachaud, commune d'Albussac ;
- Saint-Chamant (traversée des lieux-dits du Mas, de la Pâle et de Fromageal), où elle rencontrait la RN 120, actuellement RD 1120 (km 36).